# Seminario Teológico Bautista de Puerto Rico
El Seminario Teológico Bautista de Puerto Rico (STBPR) es la principal institución de educación cristiana de formación y administración bautista del sur en Puerto Rico, Estados Unidos. Esta institución tiene el propósito de equipar a hombres y mujeres para un ministerio cristiano efectivo en la obra del Señor a través de una educación teológica de excelencia. El Seminario Teológico Bautista de Puerto Rico está localizado en Guaynabo, Puerto Rico, a minutos de la capital, San Juan y es un ministerio de la Convención de Iglesias Bautistas del Sur en Puerto Rico e Islas Vírgenes. 

## Historia
El Seminario Teológico Bautista o STBPR fue fundado alrededor del 1975 gracias a los esfuerzos de los que dirigían la obra pionera de entre los bautistas del sur en la isla, la Asociación Bautista de Puerto Rico.

## Programas
El Seminario Teológico Bautista de Puerto Rico (STBPR) tiene el propósito de equipar a hombres y mujeres para un ministerio cristiano efectivo en la obra del Señor a través de una educación teológica de excelencia. Es una institución cristiana con más de treinta años de fundada. Tiene como compromiso el crecimiento cristiano de sus estudiantes y proveerles el ambiente educativo Cristocéntrico y las experiencias ministeriales adecuados para ese crecimiento. 